# Ixodes holocyclus
Espèce
Ixodes holocyclus est une espèce de tiques de la famille des Ixodidae.

## Distribution

Distribution.

Cette espèce est endémique d'Australie, elle y est considérée comme l'une des tiques les plus importantes médicalement.
Elle se rencontre généralement dans une bande large de 20 kilomètres le long de la côte est de l'Australie. Dans cette zone, Ixodes holocyclus est la tique la plus fréquemment rencontrée par les humains et les animaux. Comme cette zone contient également la majorité des régions les plus densément peuplées d'Australie, les incidents de morsures sur les personnes, les animaux domestiques et le bétail sont relativement courants.
On la retrouve dans de nombreux types d'habitat en particulier les zones à forte pluviosité, comme les forêts sclérophylles humides et les forêts tempérées. Ses hôtes naturels comprennent les koalas, les bandicoots, les opossums et les kangourous.

## Description

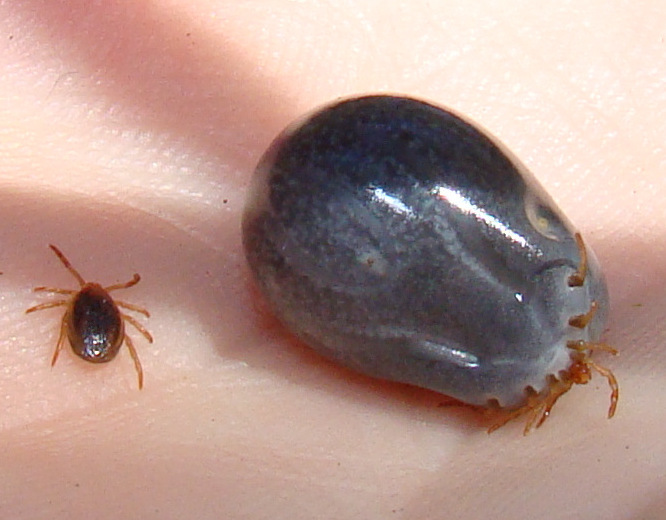
Ixodes holocyclus avant et après repas.

### Cycle
Son cycle de vie est composé de quatre étapes : œuf, larve, nymphe, adulte. Les tiques éclosent sous forme de larves à six pattes larves après une période d'incubation de 40 à 60 jours. Les larves cherchent un repas de sang sur un hôte, l'alimentation dure de quatre à six jours, puis elles quittent l'hôte et muent pour devenir une nymphe à huit pattes. Les nymphes ont besoin d'un deuxième repas de sang avant de pouvoir à nouveau muer pour devenir adulte. Les femelles adultes nécessitent alors un repas de sang supplémentaire pouvant durer jusqu'à dix jours avant de tomber et pondre jusqu'à 3 000 œufs dans les feuilles mortes. Les mâles adultes vont rechercher les femelles sur l'hôte pour s'accoupler et parasiter les femelles pour les repas de sang. Ce cycle dure environ un an pour être au complet (en moyenne 365 jours, minimum 135 jours, au maximum 437 jours).
Elle a donc besoin de trois hôtes pour achever son cycle de vie car pour muer ou se reproduire. La mue est connue sous le nom d’ecdysis.
Pour trouver un hôte, les tiques utilisent un comportement particulier : elles grimpent dans la végétation et agitent leurs pattes antérieures lentement jusqu'à ce qu'un hôte vienne à leur portée. Lorsque cet hôte est un humain, elle ne peut pas se fixer immédiatement, mais elle erre pendant un maximum de deux heures pour rejoindre et se fixer sur l'arrière de la tête de l'hôte ou derrière l'oreille. Certains produits chimiques tels que le dioxyde de carbone (d'où l'utilisation de « glace sèche » comme appât) ainsi que la chaleur et le mouvement servent de stimulus pour ce type de comportement.

## Risques sanitaires
Les tiques sont vectrices de nombreux pathogènes.
Cette espèce parfois nommée « paralysis tick » (tique paralysante) en Australie est associée à un risque de paralysie. 
Cette tique est endémique d'Australie, mais quelques cas « exportés » ont été signalés, dont un cas de paralysie très rapide (le 3e cas « exporté » signalé par la littérature scientifique) d'une moitié du visage d'une patiente singapourienne a été signalé, apparu peu après la piqure (la tique ayant néanmoins eu le temps de commencer à se nourrir) et disparu 5 jours après le retrait de la tique. Le développement du tourisme et du transport aérien devraient rendre ce type d'évènements plus fréquents.

## Publication originale
- Neumann, 1899 : Révision de la famille des Ixodidés, 3e Mémoire. Mémoires de la Société Zoologique de France, vol. 12, p. 107–293.